# Stormlord
Stormlord - італійський метал-гурт, що поєднує у своїй музиці елементи блек-метал, пауер-метал і мелодик-дет-метала . Ось що з цього приводу каже Франческо Буччі, бас-гітарист та автор лірики гурту:
|  | Ми називаємо нашу музику «extreme epic metal». Це дуже специфічний стиль, ми взяли деякі моменти з блек-металу, щось з дет-металу, епічного металу, пауер-спід металу та треш. І ми зіграли все це настільки швидко... |

## Історія
Свою історію гурт Stormlord веде з 1991 року. Тоді він був тріо, що виконувало дет/блек метал. Поступово, разом із змінами складу, змінювався і стиль гурту. Їх музика ставала все більш епічною, з'являються елементи симфо-блека та трешу. Тематика текстів ґрунтується на давньоримській міфології, а також на творчості поетів та письменників різних епох. Так, за основу одного з головних хітів групи — «I Am Legend», — взято однойменну книгу Річарда Метісона. В основному лірика гурту належить басисту Франческо Буччі. Музика, починаючи з At The Gates Of Utopia (2001), пишеться спільно всіма учасниками гурту. Треба відзначити той момент, що одна із змін складу принесла за собою особливо яскраво виражені наслідки. Так, у 2001 році одним із гітаристів Stormlord став Джанпаоло Капріно. У його особі гурт отримав як талановитого гітариста, так і клавішника (тепер усім альбомах клавішні партії записує саме Джанпаоло, і лише для концертів потрібен сесійний музикант). Глибокий, низький бек-вокал у виконанні Капріно також привніс нові яскраві риси в музику гурту.

### Склад
- Крістіано Борчі (Cristiano Borchi) (нар. 1974) - вокал (до 1996 року - також бас-гітара);
- Джанпаоло Капріно (Gianpaolo Caprino) - гітара, чистий вокал, клавішні;
- Андреа Анджеліні (Andrea Angelini) - гітара;
- Франческо Буччі (Francesco Bucci) - бас-гітара;
- Мауріціо Паріотті (Maurizio Pariotti) - клавішні (тільки на концертах);
- Давид Фолчітто ( David Folchitto ) - ударні.

### Колишні учасники
- Claudio Di Carlo - гітара (1991-1994)
- Riccardo Montanari - ударні (1991-1994)
- Andrea Cacciotti - гітара (1993-1995)
- Dario Maurizi - гітара (1995)
- Gabriele Valerio - ударні (1995)
- Fabrizio Cariani - клавішні (1995-1999)
- Marcello Baragona - ударні (1995-1999)
- Dux Tenebrarum - гітара (1997)
- Raffaella Grifoni - вокал (1997)
- Simone Scazzocchio - клавішні
- Luca Bellanova - клавішні

## Дискографія

### Альбоми
| Назва                  | Рік випуску | Лейбл              |
| ---------------------- | ----------- | ------------------ |
| Supreme Art of War     | 1999        | Scarlet Records    |
| At the Gates of Utopia | 2001        | Scarlet Records    |
| The Gorgon Cult        | 2004        | Scarlet Records    |
| Mare Nostrum           | 2008        | Locomotive Records |
| Hesperia               | 2013        | TrollZorn          |
| Far                    | 2019        | Scarlet Records    |

### Демо, сингли, збірки та DVD
| Назва                                                 | Рік випуску | Лейбл              | Примітки    |
| ----------------------------------------------------- | ----------- | ------------------ | ----------- |
| Demo 1992                                             | 1992        | силами гурту       | демо        |
| Black Knight                                          | 1993        | силами гурту       | демо        |
| Under The Sign Of The Sword                           | 1997        | Scarlet Records    | міні-альбом |
| Promo 1997                                            | 1997        | силами гурту       | промо       |
| Where My Spirit Forever Shall Be                      | 1998        | Scarlet Records    | міні-альбом |
| The Curse Of Medusa                                   | 2001        | Scarlet Records    | міні-альбом |
| The Battle of Quebec City: Live in Canada             | 2007        | Scarlet Records    | DVD         |
| The Legacy Of Medusa - 17 Years of Extreme Epic Metal | 2008        | Locomotive Records | збірка      |